# Außervillgraten
Außervillgraten é um município da Áustria, situado no distrito de Lienz, no estado do Tirol. Tem 79,04 km² de área e sua população em 2019 foi estimada em 746 habitantes.